# 小田切亜希
小田切 亜希（おたぎり あき、1990年8月20日 - ）は、日本の陸上競技長距離走・マラソン選手。名城大学出身、天満屋を経て現在竹村製作所所属。

## 経歴
2007年、長野県長野東高等学校2年時に全国高校女子駅伝に学校として初出場を果たし2年連続でエース区間の1区6kmを走った。それぞれ区間4位・3位、チームは総合17位・16位であった。2009年に同校を卒業し名城大学入学。名城大卒業後、天満屋女子陸上部に入部。
2017年6月から竹村製作所所属。